# گردشگری در نیشابور
صنعت گردشگری در نیشابور با توسعه جاذبه‌های گردشگری این شهر و منطقه آن شروع شد. سازمان میراث فرهنگی، صنایع دستی و گردشگری، منطقه نیشابور را منطقه نمونه گردشگری در ایران معرفی کرده‌است. با توجه به تاریخ نیشابور این شهر دارای بناهای تاریخی و مذهبی بسیاری است که قابلیت گردشگری دارند. این آرامگاه‌ها و بناهای تاریخی مورد بازدید گردشگران داخلی و خارجی است.

## گردشگری

### مراکز گردشگری

#### آرامگاه‌ها و بناها

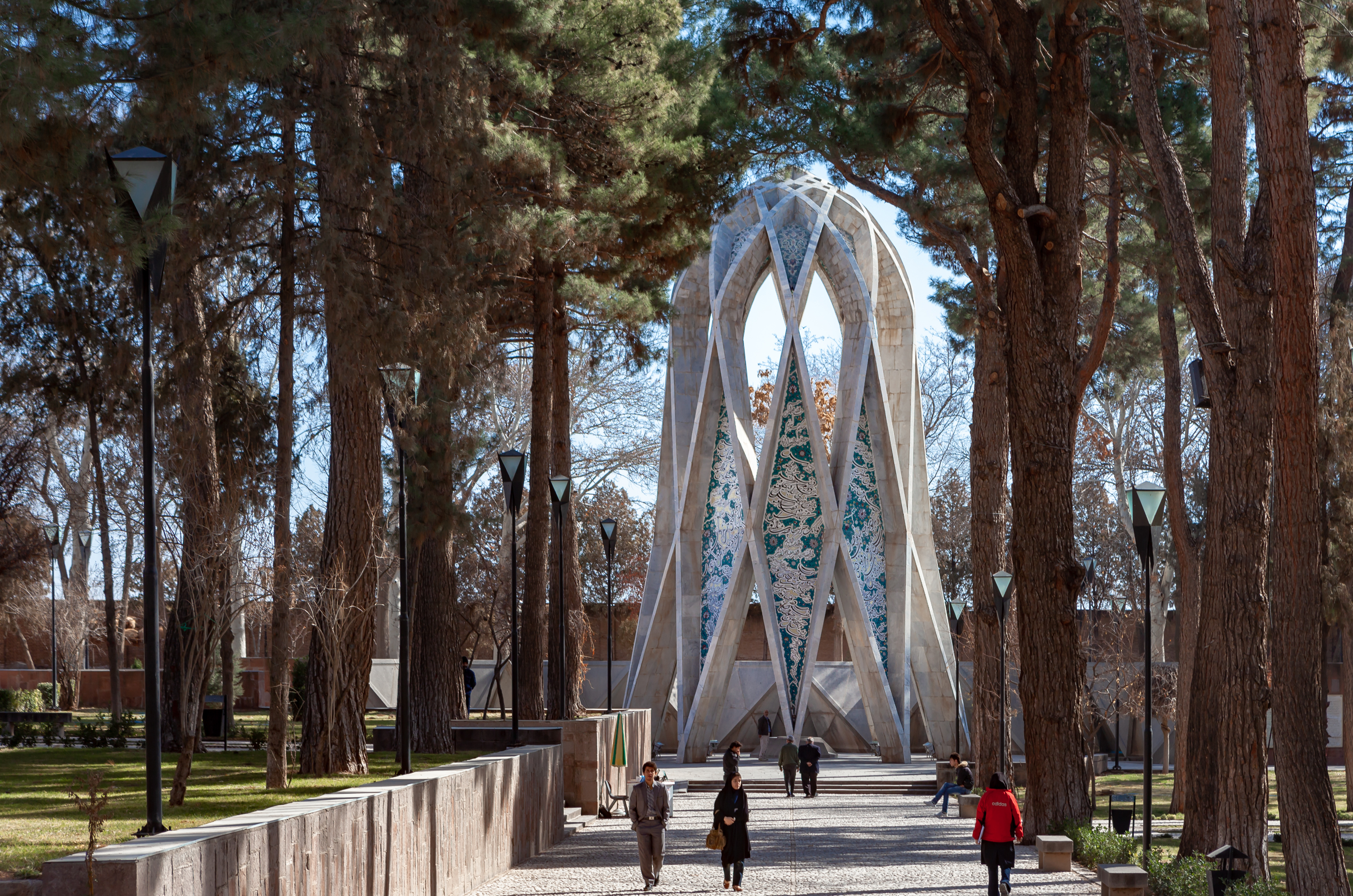
آرامگاه عمر خیام

آرامگاه عمر خیام از مراکز مهم گردشگری شهر نیشابور و استان خراسان رضوی است که همه ساله مورد بازدید شمار زیادی از گردشگران داخلی و خارجی و دوستداران این دانشمند بزرگ قرار می‌گیرد. آرامگاه کنونی عمر خیام در حومه شهر نیشابور، در باغی که آرامگاه محمد محروق در آن واقع است، قرار گرفته. باغ آرامگاه خیام که از باغ‌های دیدنی در ایران است و مجموعه‌ای از کتابخانه، موزه و مهمانخانه را داراست. تندیسی ازعمر خیام در محوطه ورودی باغ نصب شده‌است. مساحت باغ خیام بیست هزار متر مربع و طول بنای یادبود مشبک آن ۱۸ متر است و اطراف آن را درختان کاج احاطه کرده‌اند. آرامگاه خیام از ساختمان‌های شاخص طراحی شده در ایران است که تلفیقی موفق از عناصر سنتی و مدرن را به نمایش گذاشته‌است. طراح و معمار این آرامگاه و محوطه پیرامونی آن مهندس هوشنگ سیحون بوده‌است.
آرامگاه و مسجد محمد محروق یکی دیگر از مراکز گردشگری و زیارتی نیشابور است. محمد محروق و ابراهیم بن موسی الکلظم و چند تن دیگر از اهالی معروف نیشابور در این آرامگاه مدفون‌اند. آرامگاه وی که در کنار آرامگاه عمر خیام است، در شمار آثار تاریخی به ثبت رسیده‌است. پس از کشته شدن محمد محروق که به سلطان علوی شهید نیز معروف شده شیعیان نیشابور در دوره سلجوقیان بنای مناسبی بنیان کردند که در حمله مغول ویران گردید. ساحتمان فعلی در زمان سلطان حسین بایقرا بنا گرفت.

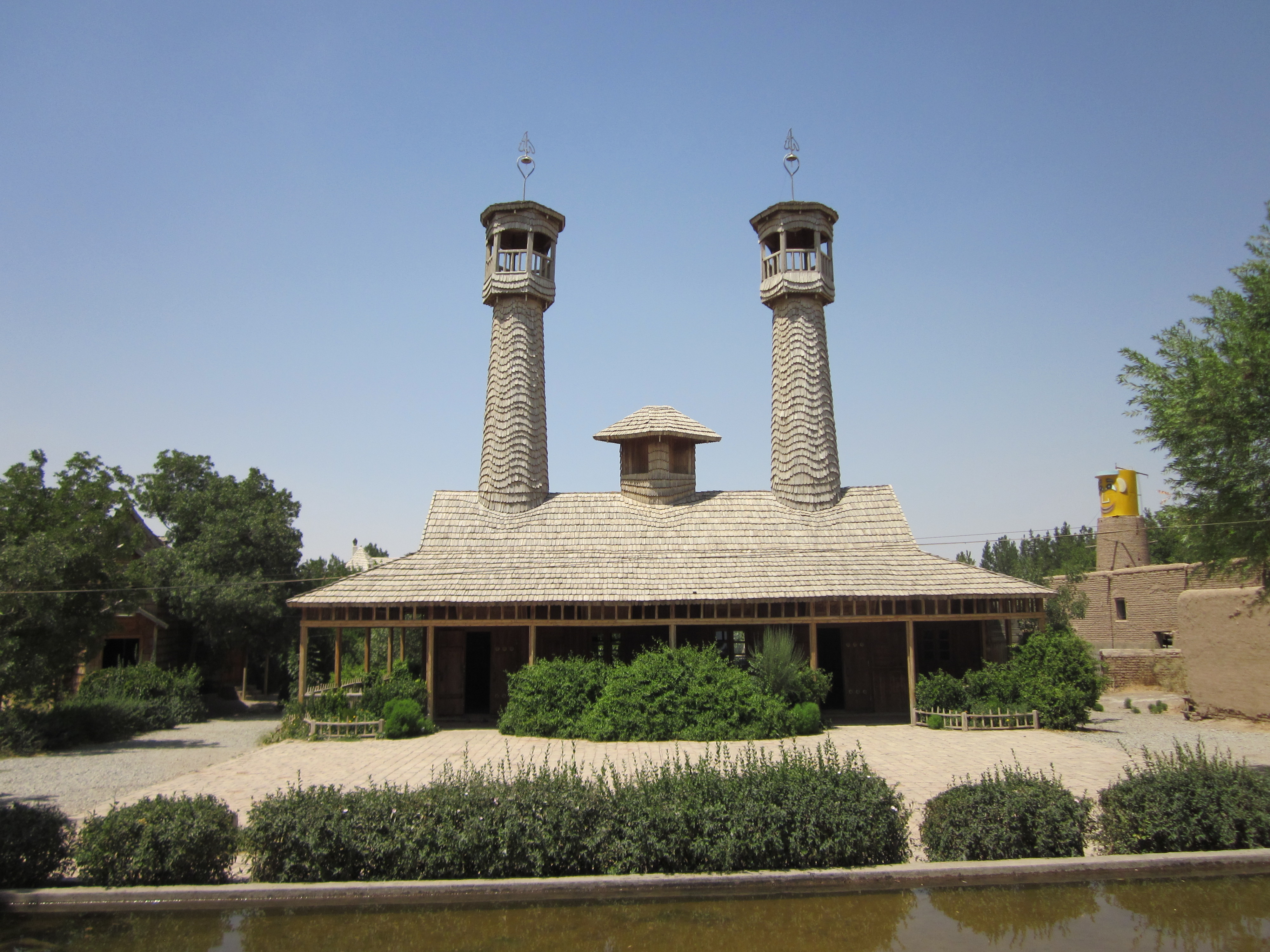
مسجد چوبی

مسجد چوبی مسجدی است در حومه شهر نیشابور، که درختان بسیاری دارد، کاملاً با چوب ساخته شده‌است. این مسجد در دهکده چوبین نیشابور قرار دارد و بخشی از مجموعهٔ آثار این دهکده به حساب می‌آید.
آرامگاه محمد عطار نیشابوری آرامگاه وی در خیابان عرفان (نیشابور) هر ساله پذیرای علاقه‌مندان به ادب و فرهنگ ایرانی به‌ویژه در روز ۲۵ فروردین است. آرامگاه عطار از بناهای دوره امیر علیشیر نوایی است و در سده نهم هجری ساخته شده‌است. این آرامگاه همچنین یکی از مراکز صوقیان در نیشابور است.
آرامگاه کمال‌الملک بنایی است که در شهر نیشابور خیابان عرفان (نیشابور) بر روی قبر کمال‌الملک ساخته شده‌است. این بنا در نزدیکی آرامگاه محمد عطار نیشابوری قرار گرفته‌است. ۱۸کمال‌الملک پس از مدت‌ها زندگی در روستای حسین‌آباد کمال در نیشابور در تاریخ ۲۷ مرداد ۱۳۱۹ خورشیدی درگذشت. در ۱۲ فروردین ۱۳۴۲ خورشیدی مراسم رونمایی از آرامگاه جدید عمر خیام و کمال الملک با حضور فرح پهلوی در نیشابور انجام گرفت. طراح این بنای یادبود هوشنگ سیحون است.
آرامگاه حیدر یغما حیدر یغما، شاعر خشتمال نیشابوری، که در شب دوم اسفند سال ۱۳۶۶ درگذشت. در محله شادیاخ نیشابور، خیابان عرفان (نیشابور) به خاک سپرده شد و بنایی بر روی قبر وی ساخته شد. طرح مربع شکل بنای آرامگاه یغما، از شغل شاعر؛ یعنی خشت مالی الهام گرفته شذه‌است. این بنا در فاصله میان باغ خیام و باغ عطار، در میان قبرستان عمومی، در خیابان عرفان (نیشابور)، ساخته شده‌است.
شادیاخ شادْیاخ یا شادی کاخ یا شادی یاخ یکی از محله‌های شهر کهن نیشابور بوده‌است که از اوایل سده سوم هجری مسکونی شده و تا سال ۶۶۹ هجری که زمین‌لرزه آن را در هم درنوردیده، اهمیت ویژه‌ای داشته‌است. این محله به سبب کاخی که عبدالله بن طاهر به نام شادیاخ در آن بنا نهاد به این نام شهرت یافت. این محله یکی از محله‌های اشراف‌نشین نیشابور در گذشته و محل سکونت و زندگی امیران پادشاهان هنرمندان و نویسندگان درباری بوده. به‌طوری‌که امیران سلسله‌های طاهریان و سلجوقیان مرکزشان در نیشابور این کاخ معروف بوده‌است. ویرانی این کاخ با هم‌زمان حمله مغول به نیشابور بود و با زلزله ۱۲۸۱ دیگر کاملاً متروک و مدفون شد. شادیاخ نام کاخ محله باغ اطراف این منطقه در نیشابور نیز بوده‌است.
این مکان اکنون یکی از مراکز باستان‌شناسی در نیشابور است که بخشی از بقایای شهر کهن نیشابور در این محل نهفته‌است.
این محوطه، در شمار آثار تاریخی ملی ایران به‌شمار می‌رود و شماره ثبت آن ۱۰۹۱۰ می‌باشد.
کاروان‌سرای شاه‌ عباسی (نیشابور)
عمارت و باغ امین اسلامی
باغ ملی نیشابور
مجتمع اخترشناسی و افلاک‌نمای خیام
جاده و اردوگاه باغرود
مسجد جامع نیشابور
بازار تاریخی نیشابور
محوطه آلب ارسلان

### طبیعت

آبشار خرو

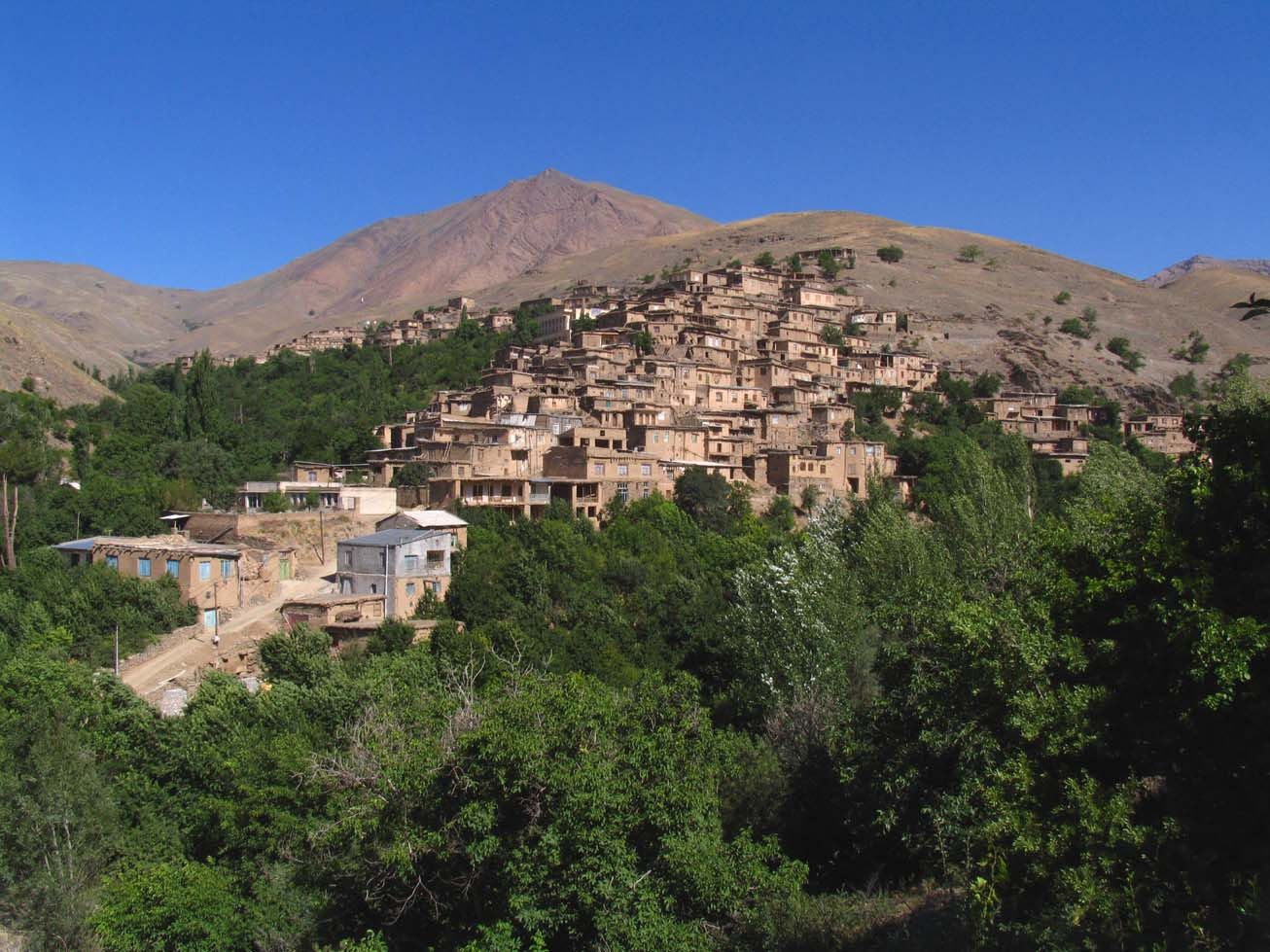
دیزباد

طبیعت شهرستان نیشابور که در دامنهٔ رشته‌کوه‌های البرز و بینالود و مناطق کوهستانی قرار دارند، از مراکز گردشگری به حساب می‌آیند شهرها و روستاهای دیزباد، خرو، بار، دررود و بوژان و غار و کوه ابراهیم ادهم از جمله مراکز گردشگری طبیعی نیشابور است.

#### باغرود
باغرود منطقه و شهرکی سرسبز که در ۱۲ کیلومتری حومه شمال شهر نیشابور قرار دارد. دره‌ای که در آن رودخانه‌ای در جریان است و اطراف آن پوشیده از درختان میوه و گردو و چنار، گیلاس، سیب و… می‌باشد. باغرود یکی از معروف‌ترین مراکز گردشگری طبیعی در نیشابور به‌شمار می‌آید. در این منطقه یک پادگان بزرگ نظامی و یک اردگاه بین‌المللی گردشگری (اردوگاه شهید رجایی) نیز قرار دارد.
درآمد اصلی ساکنان از راه کشاورزی است و باغ‌های سرسبز و خاک حاصلخیر منطقه سفره‌های بی‌ریای آن مردم را رنگارنگ می‌سازد و رونق کشاورزی در منطقه باعث شده‌است عده کمتری روی به دامداری بیاورند. عده‌ای از ساکنان منطقه نیز در اردوگاه شهید رجایی مشغول کار هستند.
همچنین مناظر زیبای کوهستانی و کوه‌های سر به فلک کشیده واقع در شمال منطقه همواره پذیرای طبیعت دوستان و کوهنوردان مشتاق است.
مردم این شهر بسیار مهمان نواز بوده و دوست دار طبیعت هستند

#### دررود

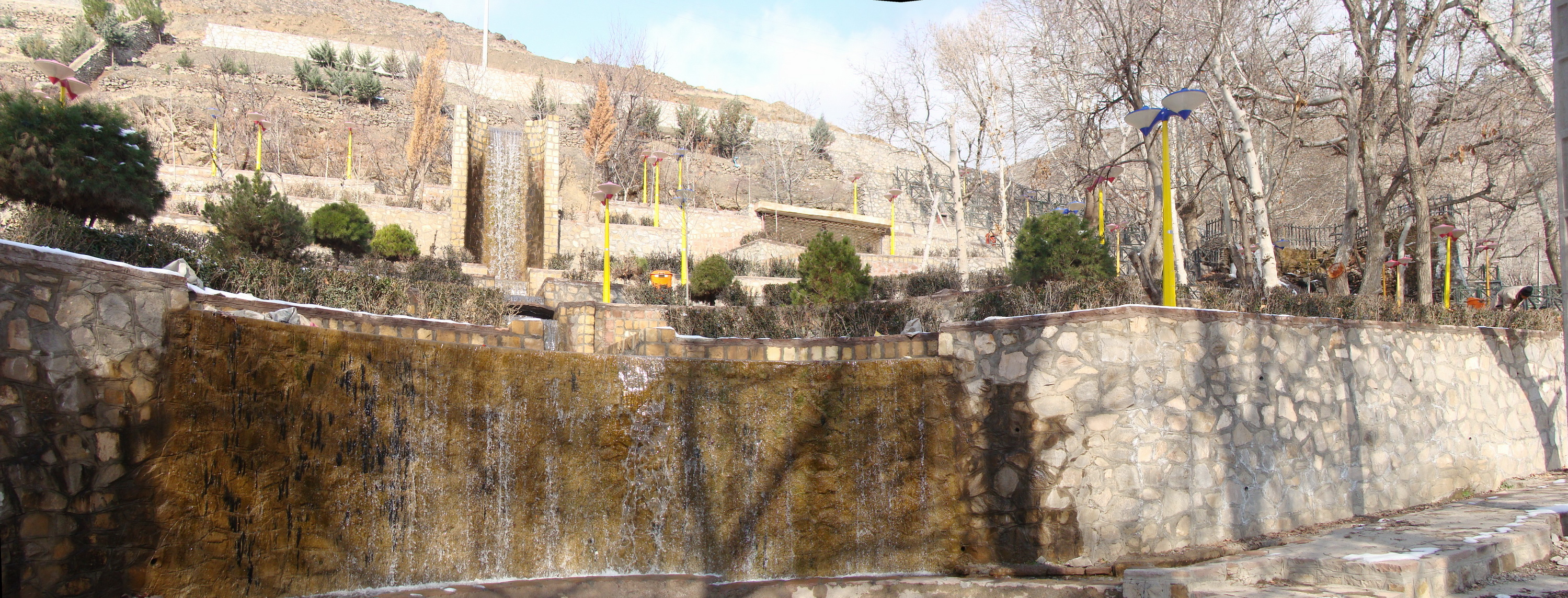
سراسرنمای از آبشارهای شهر دررود در شهرستان نیشابور

دَرّرود شهری است در ۲۰ کیلومتری شرق نیشابور است. درود در دامنه جنوبی رشته‌کوه‌های بینالود قرار گرفته‌است و یکی از مراکز گردشگری طبیعی نیشابور به‌شمار می‌آید. شهر دررود در تابستان پذیرای بیشترین مسافر از ایران و نیشابور است. از جاذبه‌های گردشگری درود می‌توان به آبشارهای زیبای آن، رودخانه درود و جاده کوهستانی درود –جاغرق و منطقه سرسبز همت‌آباد و سد خاکی آن اشاره کرد. یک سایت مهم پرواز پاراگلایدر در شهر درود قرار دارد.

#### برفریز
که به دیده‌بان شهر نیشابور نیز شهرت دارد این روستادر منطقه‌ای نزدیکی باغرود قرارگرفته‌است. این منطقه برفگیرترین محل، در شمال شهر و در دامنه جنوبی قله بینالود قرار گرفته‌است و چشم‌انداز زیباوچشمه‌های اب متعددواب وهوای بسیار خوب باعث شده این محل جزء یکی از مناطق مهم توریستی نیشابور شود

#### حصار بوژان

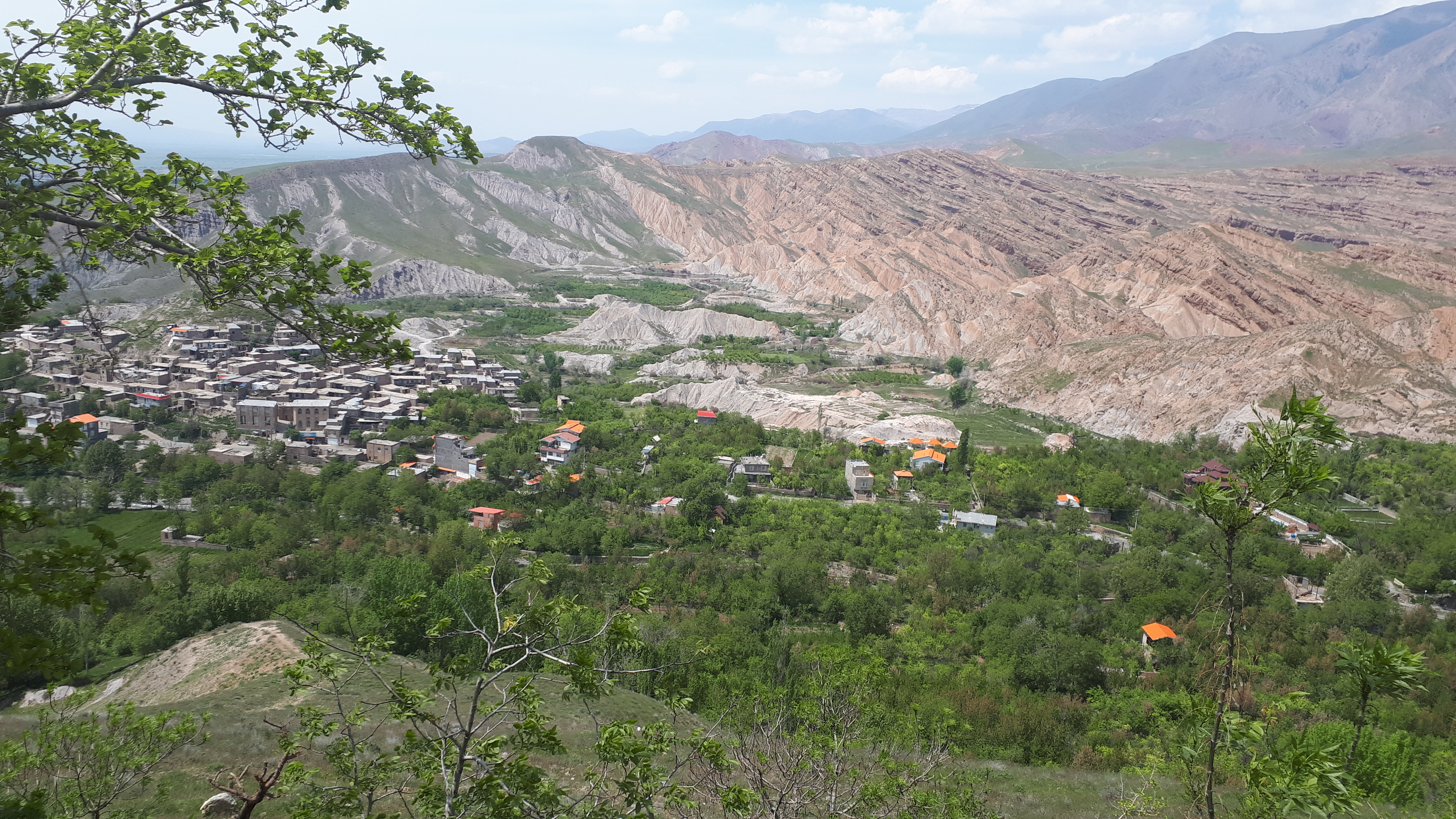
نمایی از بوژان

روستای حصار از توابع بخش مرکزی شهرستان نیشابور است. ارتفاعات بلند، باغات سرسبز، آبشار، حواشی رودخانه و بافت مسکونی پلکانی، روستای حصار را به یکی از مراکز مهم گردشگری شهرستان نیشابور تبدیل کرده‌است. روستای بوژان از طریق شهر نیشابور با جاده‌ای آسفالت قابل دسترسی است.
باغ‌های میوه، پیرامون روستای حصار گسترده شده‌اند که در فصول مختلف سال، چشم‌اندازهای رؤیایی و رنگارنگی پدیدمی‌آورند.
روستای حصار، در دامنه ارتفاعات جنوبی رشته کوه بینالود استقرار یافته‌است. دامنه ارتفاعات سرسبز و مرتعی بینالود از انواع گل‌ها و گیاهان دارویی و صنعتی پوشیده شده‌اند. چشم‌انداز دره سرسبز روستا و رودخانه جاری آن، همراه با منظره کشتزارها و باغ‌های گسترده، جلوه بسیار زیبا و تماشایی دارند که طبیعت گردان و گردشگران را به سوی خود جلب می‌کنند.

#### دیزباد
دیزباد نام دو روستا و منطقه‌ای در شهرستان نیشابور در بخش زبرخان است. دیزباد بزرگ‌ترین روستای اسماعیلی‌نشین ایران است که در نزدیکی شهر نیشابور واقع شده‌است. روستای دیزباد که بر روی دامنه به صورت شرقی _ غربی استقرار یافته از نوع پلکانی است؛ واقع در دامنه‌های جنوبی رشته کوه‌های بینالود است و از مراکز گردشگری طبیعی و زیارتی نیشابور به حساب می‌آیند. مکان‌هایی منسوب به علی بن ابیطالب در این منطقه وجود دارند.

### برزنون
""روستای برزنون"" با فاصله ۷۰ کیلومتری شمال غرب نیشابور از توابع [بخش سرولایت نیشابور] یکی از روستاهای بزرگ نیشابوراست. ارتفاعات بلند، باغات سرسبز (بادام، انگور و گردو) قنات‌های زیبا و قرار گرفتن امام زاده حسین اصغر (این امام زاده بر بالای کوه در ۶ کیلومتری برزنون قرار دارد و مکانی واقعاً زیبا و دیدنی می‌باشد) در نزدیکی این روستا، هر سال مسافران زیادی را به سوی خود جذب می‌کند.

#### بار
روستای بار با فاصله ۵۵ کیلومتری شمال غرب نیشابور از دیگر مراکز گردشگری طبیعی شهرستان نیشابور است. روستای بار دارای آبشاری زیباست که در دل کوه و میان باغ‌های گردو قرار گرفته‌است.

#### (روستای گرینه)
این روستا با فاصله۴۲ کیلومتری شمال شرق نیشابور ازتوابع بخش زبرخان یکی از مراکز طبیعی ودیدنی شهرستان نیشابور است، کوه‌های سر به فلک کشیده ورودخانه‌های زیبا، آبشاروقله قوش گرد وطبیعت بکرودید
اسحاق‌آباد، روستایی است از توابع بخش زبرخان (اکنون شهرستان) شهرستان نیشابور در استان خراسان رضوی ایران. فاصله این روستا تا شهر قدمگاه حدود ۱۲ کیلومتر و تا نیشابور ۲۵ کیلومتراستنی آن چشم هربیننده‌ای را خیره می‌کند